# 蒙瑟沃鲁
蒙瑟沃鲁（法語：Montseveroux，法語發音：[mɔ̃səv(ə)ʁu]）是法国伊泽尔省的一个市镇，属于维埃纳区。

## 地理
蒙瑟沃鲁（45°25'44"N, 4°58'15"E）面积16.48 平方千米，位于法国奥弗涅-罗讷-阿尔卑斯大区伊泽尔省，该省份为法国东南部内陆省份，北起顺时针与安省、萨瓦省、上阿尔卑斯省、德龙省、阿尔代什省、卢瓦尔省和罗讷省。
与蒙瑟沃鲁接壤的市镇（或旧市镇、城区）包括：圣索尔兰德维埃纳、贝勒加德-普雪、沙隆、拉沙佩勒德叙里约、库尔和比伊、埃赞皮内、多隆河畔穆瓦雪、蒙斯特鲁-米略、普里马雷特。

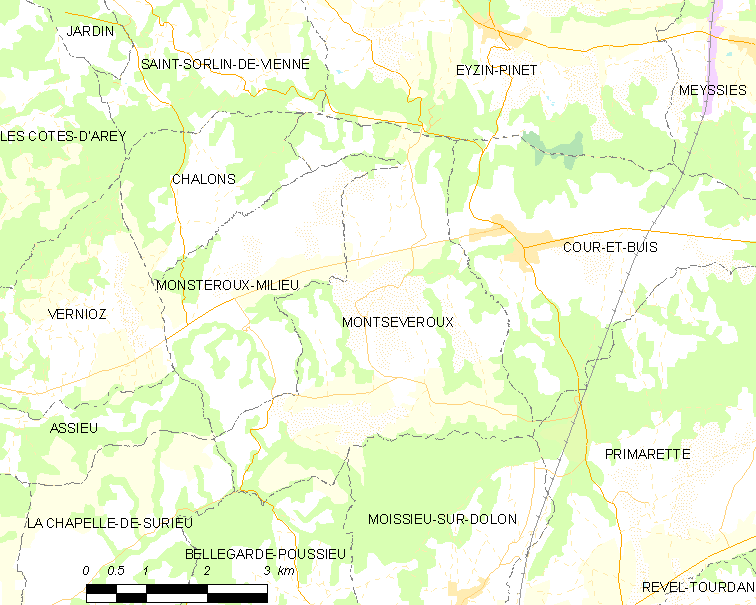
蒙瑟沃鲁的OSM定位图

蒙瑟沃鲁的时区为UTC+01:00、UTC+02:00（夏令时）。

## 行政
蒙瑟沃鲁的邮政编码为38122，INSEE市镇编码为38259。

## 政治
蒙瑟沃鲁所属的省级选区为鲁西永县。

## 人口

1962-2008年间蒙瑟沃鲁人口变化图示

蒙瑟沃鲁于2022年1月1日时的人口数量为998人。